# ستيفن أوندرا
الطبيب ستيفن ل. أوندرا (بالإنجليزية: Stephen L. Ondra)‏ مؤسس والرئيس التنفيذي لشركة نورث ستار لاستشارات الرعاية الصحية. أوندرا جراح الأعصاب معروف عالميا وعالم في علم الأعصاب ويتولى بعض المناصب العليا في الحكومة الاتحادية حيث كان له دور أساسي في جهود الإصلاح الصحي وتنفيذ قانون الرعاية بأسعار معقولة. يقدم اليوم المشورة للشركات الكبرى ومنظمات مقدمي الخدمات والمشاريع المبكرة في مرحلة الانتقال إلى الرعاية القائمة على القيمة واستراتيجية تكنولوجيا المعلومات الصحية.
خدم أوندرا في عملية عاصفة الصحراء وعملية درع الصحراء وحصل على ميدالية النجمة البرونزية ووسام الجيش التكريمي للخدمة غير عادية والبطولة كطبيب عسكري. خدم أوندرا في مجموعة شؤون المحاربين القدامى في فريق أوباما-بايدن الرئاسي الانتقالي. قدم المشورة لحملة أوباما-بايدن للسياسة الصحية.